# Entandrophragma palustre
Entandrophragma palustre là một loài thực vật có hoa trong họ Meliaceae. Loài này được Staner mô tả khoa học đầu tiên năm 1930.